# Монастирецька сільська рада (Самбірський район)
Монастирецька сільська рада — орган місцевого самоврядування у Самбірському районі Львівської області. Адміністративний центр — село Монастирець.

## Загальні відомості
Монастирецька сільська рада утворена в лютому 1940 року. Територією ради протікає річка Спринька.
Монастирець сільську раду ліквідовано 9 серпня 2015 року. Усі села приєднано до Вільшаницької сільської громади

## Населені пункти
Сільській раді підпорядковані населені пункти:
| № | Назва населеного пункту | Населення | Площа, км² | Густота населення | Дата заснування |
| - | ----------------------- | --------- | ---------- | ----------------- | --------------- |
| 1 | с. Монастирець          | 563       | 18,5       | 34,92             | 1378            |
| 2 | с. Лопушно              | 124       | 6,5        | 22,77             | 1375            |
| 3 | с. Лукавиця             | 194       | 5,7        | 40                | 1375            |
| 4 | с. Мала Спринька        | 23        | 0,16       | 143,75            | 1378            |
| 4 | с. Сприня               | 396       | 15,89      | 26,18             | 1380            |

## Склад ради
Рада складається з 16 депутатів та голови.
- Сільський голова: Затварський Анатолій Ярославович
- Секретар ради: Гинда Оксана Миронівна

### Керівний склад попередніх скликань
| ПІБ                              | Основні відомості                                                 | Дата обрання | Дата звільнення |
| -------------------------------- | ----------------------------------------------------------------- | ------------ | --------------- |
| Гомзяк Дмитро Іванович           | Сільський голова, 1951 року народження                            | 26.03.2006   | 31.10.2010      |
| Затварський Анатолій Ярославович | Сільський голова, 1962 року народження, освіта вища, безпартійний | 31.10.2010   |                 |

Примітка: таблиця складена за даними джерела

### Депутатський склад
1. Васьків Петро Олексійович
2. Наменанік Ігор Степанович
3. Вітик-Столяр Галина Богданівна
4. Піхота Оксана Кирилівна
5. Гинда Оксана Миронівна
6. Рудий Григорій Семенович
7. Гуцько Лілія Василівна
8. Сорока Зоряна Володимирівна
9. Добрянський Юрій Романович
10. Стасишин Марія Юріївна
11. Курило Богдан Іванович
12. Щепанкевич Леся Ярославівна
13. Макар Ганна Григорівна
14. Яник Галина Дмитрівна

## Релігійні громади і конфесії
| Населений пункт | Назва храму                | Дата храмового свята   | Релігійна громада | Настоятель         |
| --------------- | -------------------------- | ---------------------- | ----------------- | ------------------ |
| с. Монастирець  | Воздвиження Чесного Хреста | 27 вересня 8 листопада | УГКЦ              | Подан Ігор         |
| с. Сприня       | Св. Миколая Чудотворця     | 19 грудня              | УПЦ КП            | Вовкунович Роман   |
| с. Сприня       | Каплиця Серця Ісусового    | 19 грудня              | УГКЦ              | Коцуровський Йосип |
| с. Лукавиця     | Св. Юрія                   | 6 травня 2 серпня      | УГКЦ              | Стецьків Ігор      |
| с. Лопушна      | Св. Михаїла                | 21 листопада 12 липня  | УГКЦ              | Стецьків Ігор      |

## Освіта
| Монастирецька СЗШ І-ІІІ ст | Директор: Стасишин Марія Юріївна    |
| Спринська СЗШ І ст         | Директор: Курило Орися Михайлівна   |
| Лопушненська СЗШ І ст      | Директор: Процовська Ірина Петрівна |